# Atsahuaca
Atsahuaca  (Atsawaca), pleme američkih Indijanaca iz Perua nekad nastanjeno duž rijeke Carama, pritoke Tambopate i uz rijeku Chaspa, pritoke Inambarija. Godine 1904. popisano je tek dvadeset ljudi koji su se služili jezikom atsahuaca, članom porodice Panoan. Mason 1950. Atsahuace i Arasaire ili Arazaire klasificira u jugozapadnu grupu Panoanaca. Jezik atsahuaca najsrodniji je s yamiaca. Loos (1999: 229) Panoance dijeli na 3 glave grupacije (Chacobo, Yaminawa i Capanawa) a Atsahuace zajedno s jezicima plemena Chacobo, Arazaire, Yamiaca ili Yamiaka, Pacaguara i Katukina ili Waninnawa pripisuje podskupini Chacobo.